# غواص (طائر)
الغمّاسة أو الغمّاس أو السّامك أو الغوّاص (الاسم العلمي: Gavia) هو جنس من الطيور يتبع الفصيلة الغواصية من رتبة الغواصيات.

## أنواع طائر الغواص
- غواص أحمر الحنجرة (الاسم العلمي:Gavia stellata)
- غواص قطبي (الاسم العلمي:Gavia arctica)
- غواص المحيط الهادئ (الاسم العلمي:Gavia pacifica)
- غواص شائع (الاسم العلمي:Gavia immer)
- غواص أصفر البطن (الاسم العلمي:Gavia adamsii)

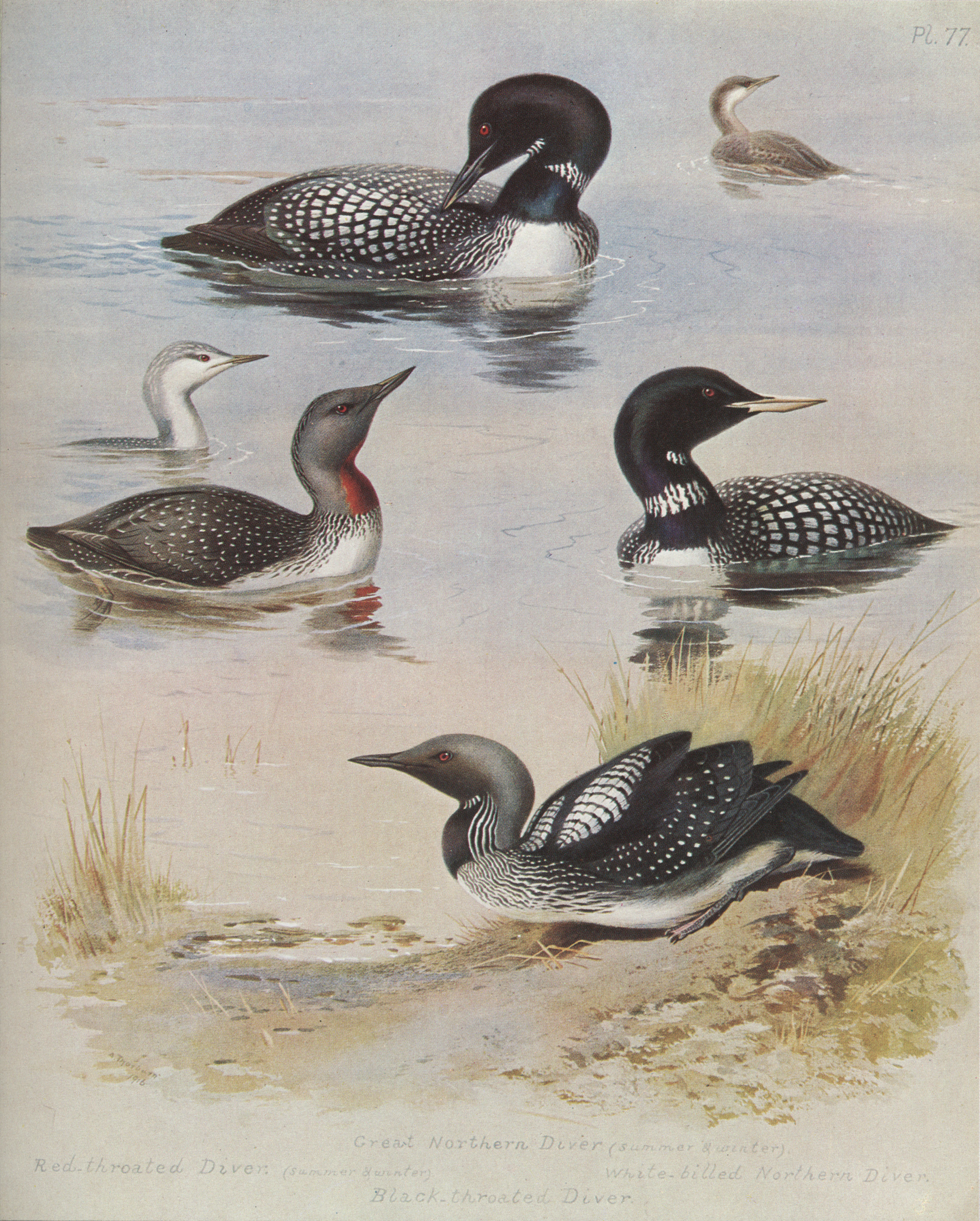
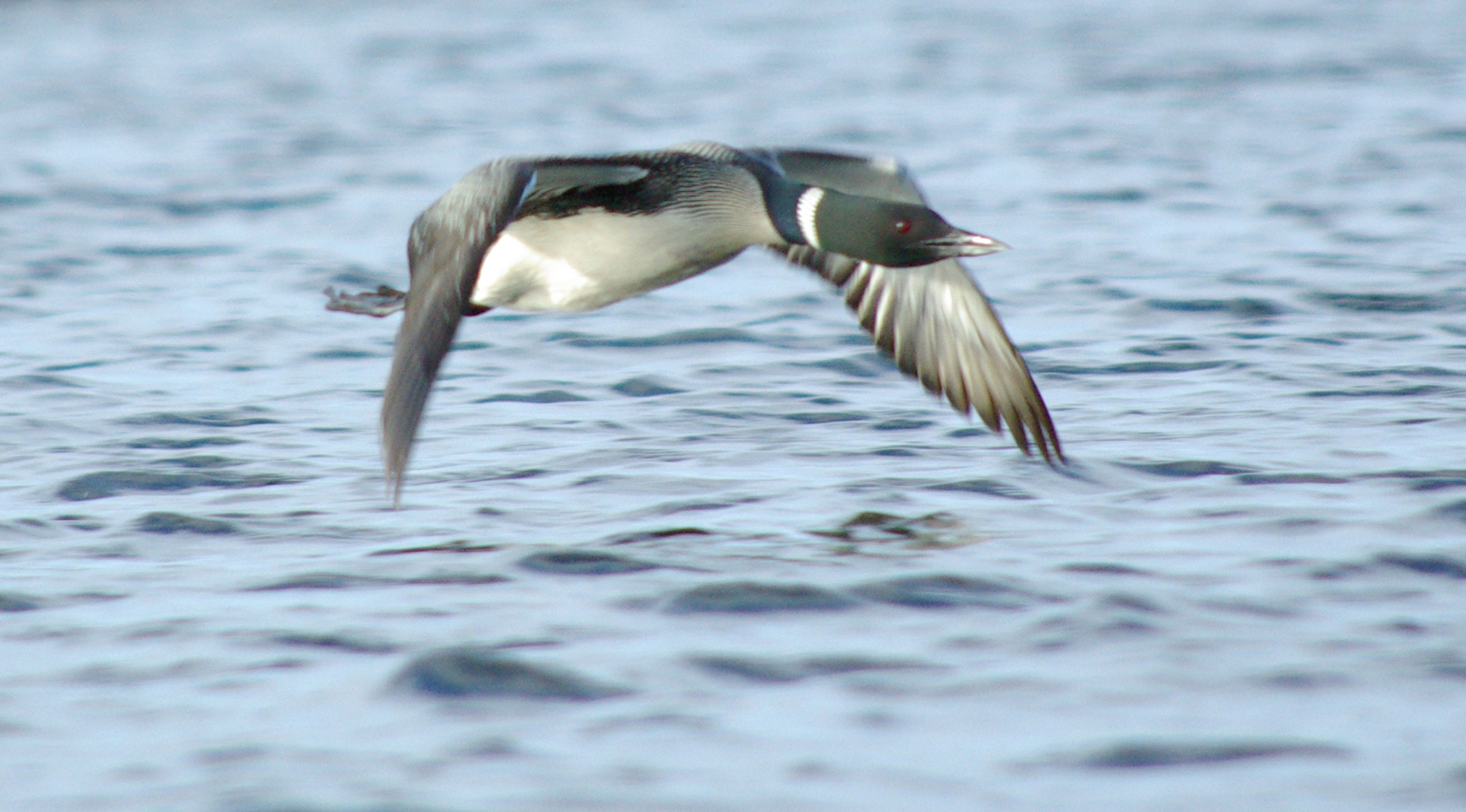
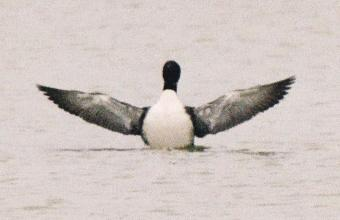
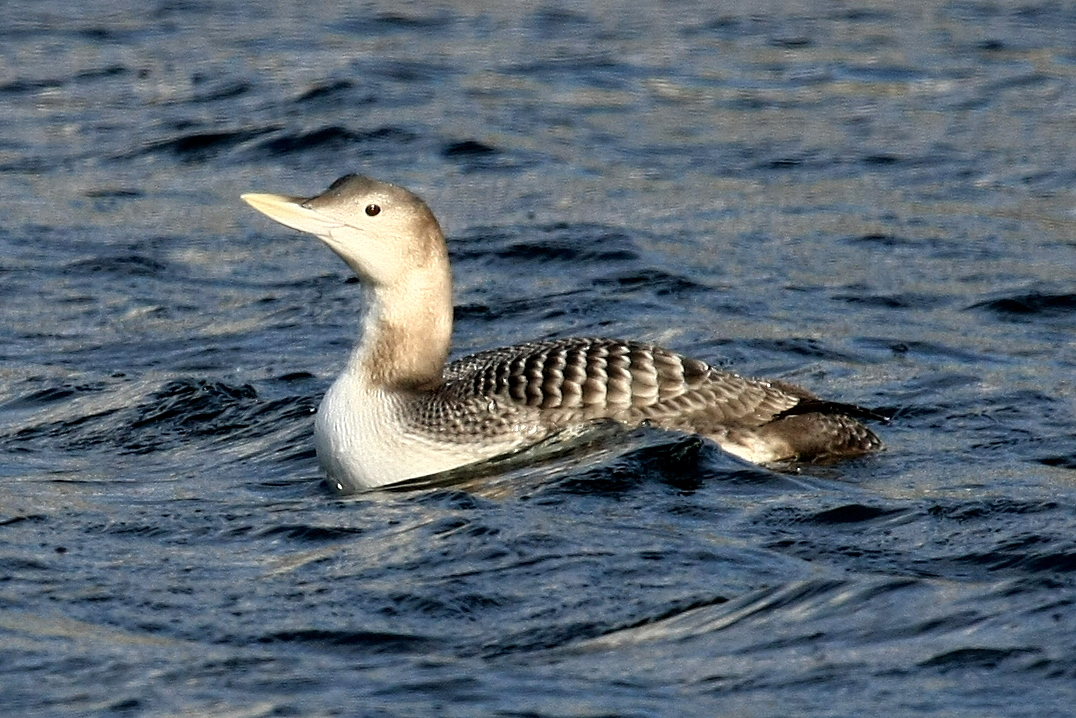
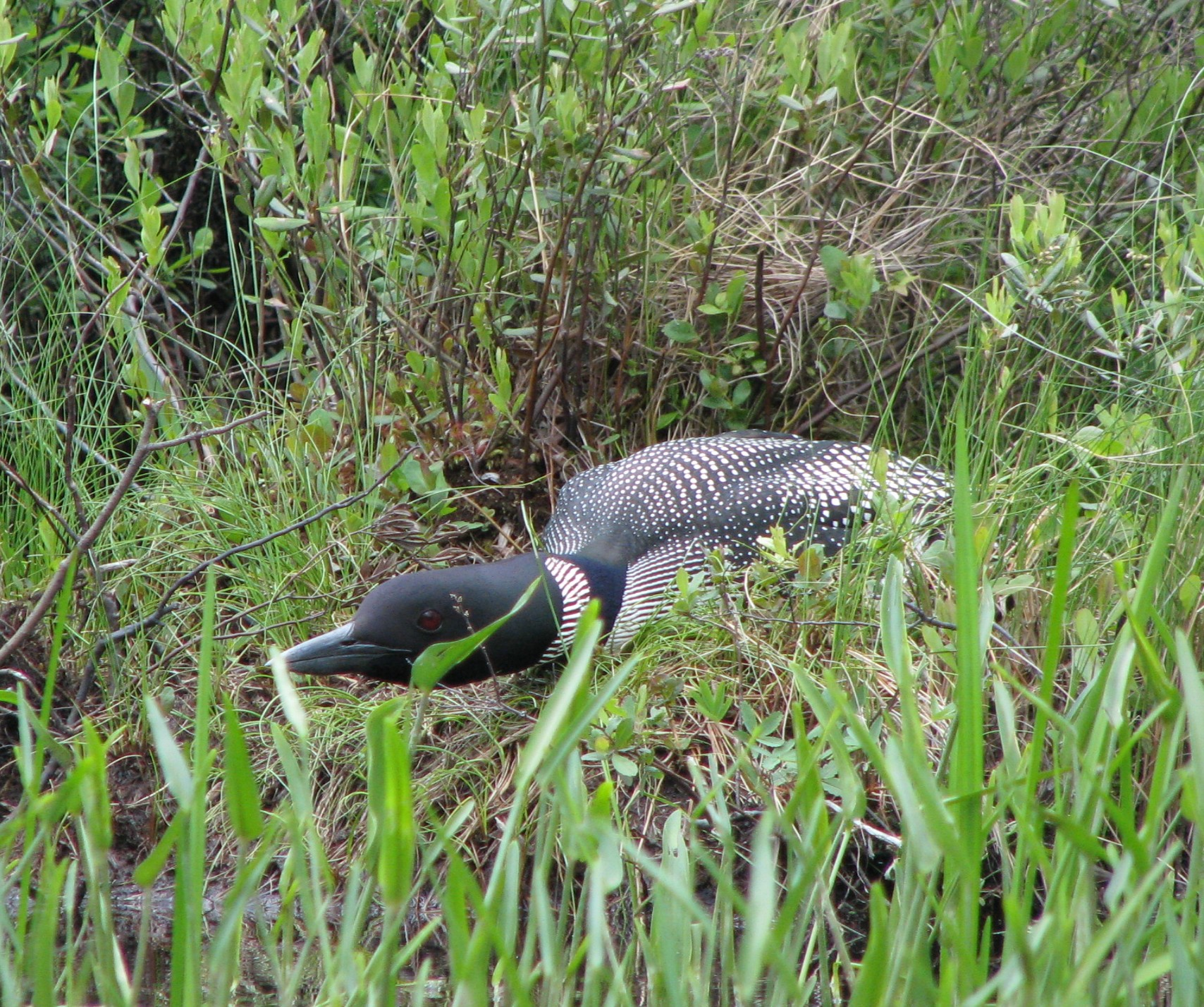
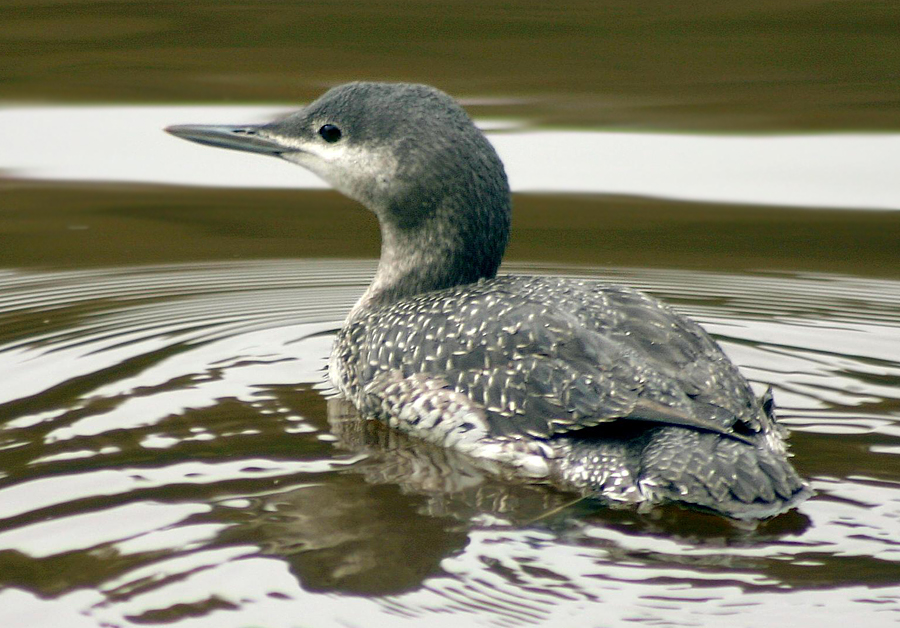